# Plagiochila heterophylla
Plagiochila heterophylla là một loài rêu trong họ Plagiochilaceae. Loài này được Lindenb. ex Lehm. mô tả khoa học đầu tiên năm 1857.